# Ungersheim
Ne doit pas être confondu avec Ingersheim
Ungersheim [uŋ(ɡ)əʁsaim]  est une commune française située dans l'aire d'attraction de Mulhouse et faisant partie de la collectivité européenne d'Alsace (circonscription administrative du Haut-Rhin), en région Grand Est.
Cette commune se trouve dans la région historique et culturelle d'Alsace et à 15 km au nord de Mulhouse. Elle fait partie de la M2A (Mulhouse Alsace Agglomération). Elle est réputée pour son écomusée, son centre historique minier du carreau Rodolphe, son parc à thèmes Le Petit Prince et ses engagements pour l'environnement, illustrés par le film documentaire Qu'est-ce qu'on attend ? (2016).

## Géographie
| Merxheim    |             | Reguisheim |
| Raedersheim | Ungersheim  | Ensisheim  |
| Feldkirch   | Pulversheim |            |

### Hydrographie

#### Réseau hydrographique
La commune est dans le bassin versant du Rhin au sein du bassin Rhin-Meuse. Elle est drainée par la Thur, la Vieille Thur, le Lohbach, le Rimbach, le Feidbach Moyen, le Dorfbach, le Feidbach Externe, le Feidbach Interne et le Krebsbach,,.
La Thur, d'une longueur de 53 km, prend sa source dans la commune de Wildenstein et se jette  dans l'Ill à Ensisheim, après avoir traversé 20 communes. Les caractéristiques hydrologiques de la Thur sont données par la station hydrologique située sur la commune de Pulversheim. Le débit moyen mensuel est de 6,11 m3/s. Le débit moyen journalier maximum est de 126 m3/s, atteint lors de la crue du 15 février 1990. Le débit instantané maximal est quant à lui de 153 m3/s, atteint le 14 janvier 2004.

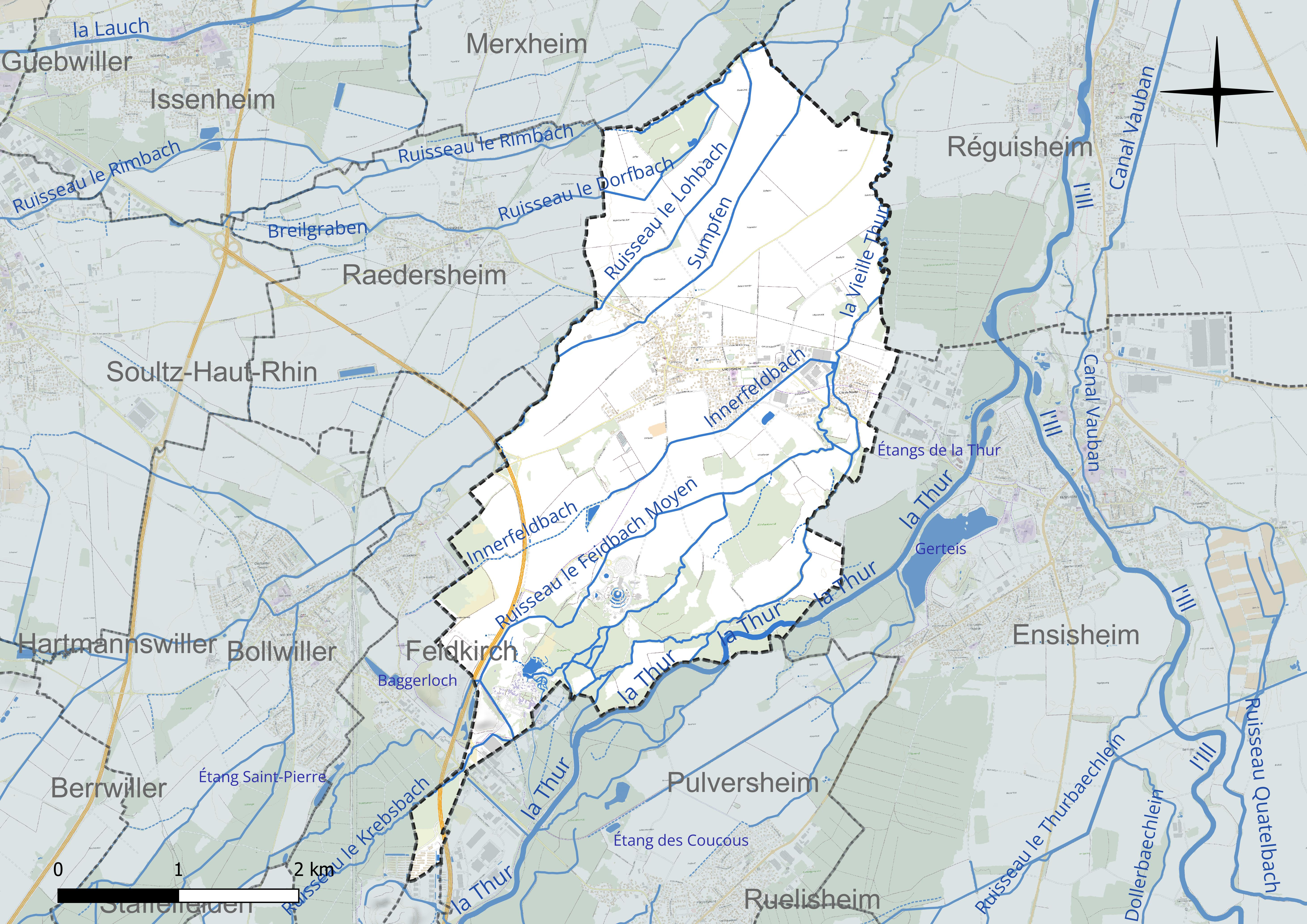
Réseau hydrographique d'Ungersheim.

La Vieille Thur, d'une longueur de 26 km, prend sa source dans la commune de Pulversheim et se jette  dans la Lauch à Eguisheim, après avoir traversé 13 communes. 
Le Lohbach, d'une longueur de 19 km, prend sa source dans la commune de Uffholtz et se jette  dans la Lauch à Rouffach, après avoir traversé onze communes. 
Le Rimbach, d'une longueur de 18 km, prend sa source dans la commune de Soultz-Haut-Rhin et se jette  dans le Lohbach sur la commune, après avoir traversé huit communes. 

#### Gestion et qualité des eaux
Le territoire communal est couvert par le schéma d'aménagement et de gestion des eaux (SAGE) « Ill Nappe Rhin ». Ce document de planification concerne la nappe phréatique rhénane, les cours d'eau de la plaine d'Alsace et du piémont oriental du Sundgau, les canaux situés entre l'Ill et le Rhin et les zones humides de la plaine d'Alsace. Le périmètre s’étend sur 3 596 km2. Il a été approuvé le 17 janvier 2005. La structure porteuse de l'élaboration et de la mise en œuvre est la région Grand Est. 
La qualité des cours d’eau peut être consultée sur un site dédié géré par les agences de l’eau et l’Agence française pour la biodiversité. 

### Climat
Pour des articles plus généraux, voir Climat du Grand Est et Climat du Haut-Rhin.
En 2010, le climat de la commune est de type climat des marges montargnardes, selon une étude du Centre national de la recherche scientifique s'appuyant sur une série de données couvrant la période 1971-2000. En 2020, Météo-France publie une typologie des climats de la France métropolitaine dans laquelle la commune est exposée à un climat semi-continental et est dans la région climatique  Vosges, caractérisée par une pluviométrie très élevée (1 500 à 2 000 mm/an) en toutes saisons et un hiver rude (moins de 1 °C). 
Pour la période 1971-2000, la température annuelle moyenne est de 10,4 °C, avec une amplitude thermique annuelle de 17,7 °C. Le cumul annuel moyen de précipitations est de 585 mm, avec 8,4 jours de précipitations en janvier et 9,2 jours en juillet. Pour la période 1991-2020, la température moyenne annuelle observée sur la station météorologique de Météo-France la plus proche, « Colmar-Meyenheim », sur la commune de Meyenheim à 6 km à vol d'oiseau, est de 11,3 °C et le cumul annuel moyen de précipitations est de 595,0 mm. 
La température maximale relevée sur cette station est de 40,9 °C, atteinte le 13 août 2003 ; la température minimale est de −24,8 °C, atteinte le 27 février 1986,,. 
Les paramètres climatiques de la commune ont été estimés pour le milieu du siècle (2041-2070) selon différents scénarios d'émission de gaz à effet de serre à partir des nouvelles projections climatiques de référence DRIAS-2020. Ils sont consultables sur un site dédié publié par Météo-France en novembre 2022.

## Urbanisme

### Typologie
Au 1er janvier 2024, Ungersheim est catégorisée ceinture urbaine, selon la nouvelle grille communale de densité à sept niveaux définie par l'Insee en 2022.
Elle appartient à l'unité urbaine d'Ensisheim, une agglomération intra-départementale regroupant deux  communes, dont elle est une commune de la banlieue,,. Par ailleurs la commune fait partie de l'aire d'attraction de Mulhouse, dont elle est une commune de la couronne,. Cette aire, qui regroupe 132 communes, est catégorisée dans les aires de 200 000 à moins de 700 000 habitants,.

### Occupation des sols
L'occupation des sols de la commune, telle qu'elle ressort de la base de données européenne d’occupation biophysique des sols Corine Land Cover (CLC), est marquée par l'importance des territoires agricoles (66 % en 2018), en diminution par rapport à 1990 (70,3 %). La répartition détaillée en 2018 est la suivante : 
terres arables (66 %), forêts (17,9 %), zones industrielles ou commerciales et réseaux de communication (9,4 %), zones urbanisées (6,3 %), mines, décharges et chantiers (0,4 %). L'évolution de l’occupation des sols de la commune et de ses infrastructures peut être observée sur les différentes représentations cartographiques du territoire : la carte de Cassini (XVIIIe siècle), la carte d'état-major (1820-1866) et les cartes ou photos aériennes de l'IGN pour la période actuelle (1950 à aujourd'hui).

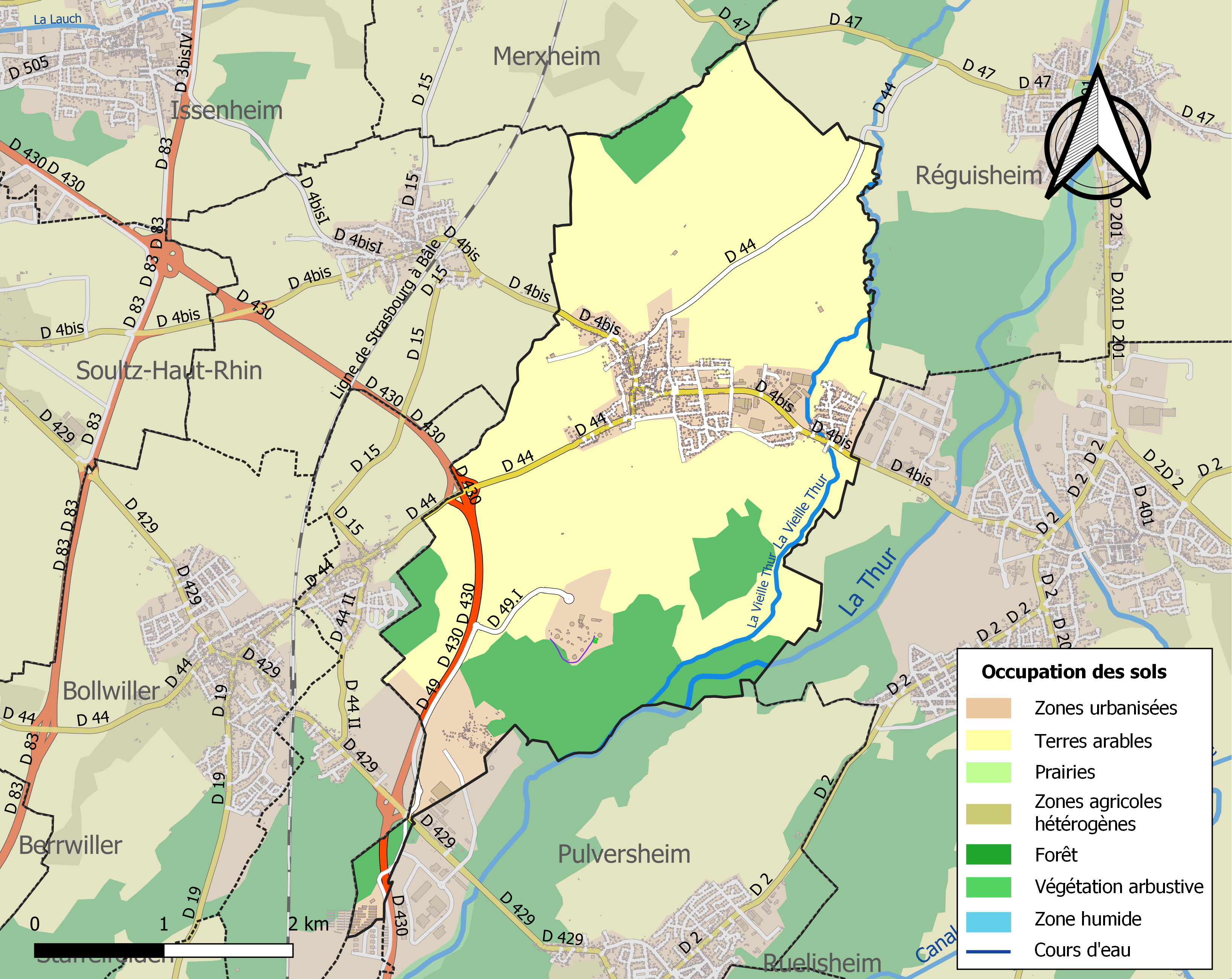
Carte des infrastructures et de l'occupation des sols de la commune en 2018 (CLC).

## Histoire

### Mines
La commune a accueilli le puits Rodolphe.

### Héraldique
| Blason | Blasonnement : D'azur à trois trèfles d'or, deux et un. Commentaires : Ungersheim possédait déjà ces armoiries à la fin du XVIIe siècle. Elles pourraient représenter la richesse en terres du village ou être une déformation des trois roses du blason des comtes de Rosen de Bollwiller. |

### Monnaie locale
Depuis le 13 juillet 2013, Ungersheim fait partie des rares communes françaises ayant lancé sa propre monnaie complémentaire.
Avant de procéder à son impression (financée par un sponsor), un concours a été lancé auprès de la population pour baptiser cette monnaie et c'est le RADIS ou RADIG (en alsacien) qui a remporté la mise. Ungersheim est une ville en transition.

## Politique et administration

### Liste des maires
| Période                                  | Période                   | Identité                    | Étiquette        | Qualité                                                        |
| ---------------------------------------- | ------------------------- | --------------------------- | ---------------- | -------------------------------------------------------------- |
| Les données manquantes sont à compléter. |                           |                             |                  |                                                                |
| 1790                                     | 1792                      | Jean Biehli                 |                  |                                                                |
| 1792                                     | 1795                      | Nicolas Schreyer            |                  |                                                                |
| 1795                                     | 1797                      | Jean Biehli                 |                  |                                                                |
| 1797                                     | 1800                      | Jean Abt                    |                  |                                                                |
| 1800                                     | 1835                      | Jean Biehly                 |                  |                                                                |
| 1835                                     | 1848                      | Joseph Rantz                |                  | Cultivateur                                                    |
| 1848                                     | 1859                      | Nicolas Biehly              |                  | Cultivateur                                                    |
| 1859                                     | 1885                      | Adolphe Moyses              |                  |                                                                |
| 1885                                     | 1892                      | Jean-Baptiste Weinzaepflen  |                  |                                                                |
| 1892                                     | 1919                      | Joseph Mauses               |                  |                                                                |
| 1919                                     | 1925                      | Théodore Moyses (1856-1933) |                  |                                                                |
| 1925                                     | 1945                      | Paul Devergranne            |                  |                                                                |
| 1945                                     | 1953                      | Émile Hassenforder          |                  |                                                                |
| 1953                                     | mars 1965                 | Ernest Arrus                |                  |                                                                |
| mars 1965                                | mars 1989                 | Gilbert Fricker (1927-2017) | CIR-FGDS puis PS | Industriel                                                     |
| mars 1989                                | En cours (au 16 mai 2025) | Jean-Claude Mensch (1946- ) | EELV puis DVG    | Retraité de l'industrie minière Réélu pour le mandat 2020-2026 |

### Politique sociale et environnementale
Depuis le début des années 2000, la commune a mis en place une politique visant à l'autonomie énergétique et agricole : 8 ha de maraîchage biologique avec réinsertion sociale fournissant la cantine 100 % bio en légumes, maîtrise de l'éclairage public, chauffage solaire pour la piscine municipale, chaufferie collective à bois, désherbage manuel des espaces verts, calèche pour le transport vers l'école...

## Démographie
L'évolution du nombre d'habitants est connue à travers les recensements de la population effectués dans la commune depuis 1793. Pour les communes de moins de 10 000 habitants, une enquête de recensement portant sur toute la population est réalisée tous les cinq ans, les populations de référence des années intermédiaires étant quant à elles estimées par interpolation ou extrapolation. Pour la commune, le premier recensement exhaustif entrant dans le cadre du nouveau dispositif a été réalisé en 2007.

En 2022, la commune comptait 2 440 habitants, en évolution de +8,01 % par rapport à 2016 (Haut-Rhin : +0,66 %, France hors Mayotte : +2,11 %).
| 1793 | 1800 | 1806 | 1821 | 1831 | 1836  | 1841  | 1846  | 1851 |
| ---- | ---- | ---- | ---- | ---- | ----- | ----- | ----- | ---- |
| 666  | 686  | 730  | 805  | 988  | 1 058 | 1 029 | 1 016 | 970  |

| 1856 | 1861 | 1866 | 1871 | 1875 | 1880 | 1885 | 1890 | 1895 |
| ---- | ---- | ---- | ---- | ---- | ---- | ---- | ---- | ---- |
| 906  | 961  | 953  | 894  | 828  | 849  | 825  | 787  | 768  |

| 1900 | 1905 | 1910 | 1921 | 1926 | 1931 | 1936 | 1946  | 1954  |
| ---- | ---- | ---- | ---- | ---- | ---- | ---- | ----- | ----- |
| 810  | 856  | 817  | 757  | 794  | 949  | 885  | 1 010 | 1 129 |

| 1962  | 1968  | 1975  | 1982  | 1990  | 1999  | 2006  | 2007  | 2012  |
| ----- | ----- | ----- | ----- | ----- | ----- | ----- | ----- | ----- |
| 1 161 | 1 113 | 1 280 | 1 430 | 1 457 | 1 633 | 1 947 | 1 991 | 2 062 |

| 2017  | 2022  | - | - | - | - | - | - | - |
| ----- | ----- | - | - | - | - | - | - | - |
| 2 341 | 2 440 | - | - | - | - | - | - | - |

## Énergie
C'est sur cette commune qu'est implantée la plus grande centrale photovoltaïque d'Alsace.

## Sites et monuments
- La commune abrite un parc à thème inspiré de l'œuvre d'Antoine de Saint-Exupéry, Le Petit Prince. Les attractions et spectacles de cet espace, dont  les ballons captifs, l'Aérobar ou le biplan, en sont les emblèmes, abordent le monde animal et végétal, l'astronomie et l'aviation avec sérieux ou féerie. On peut y apprécier un panorama sur le patrimoine forestier environnant dont la forêt des Vosges.
- Écomusée d'Alsace.
- Puits Rodolphe.
- Église Saint-Michel d'Ungersheim.

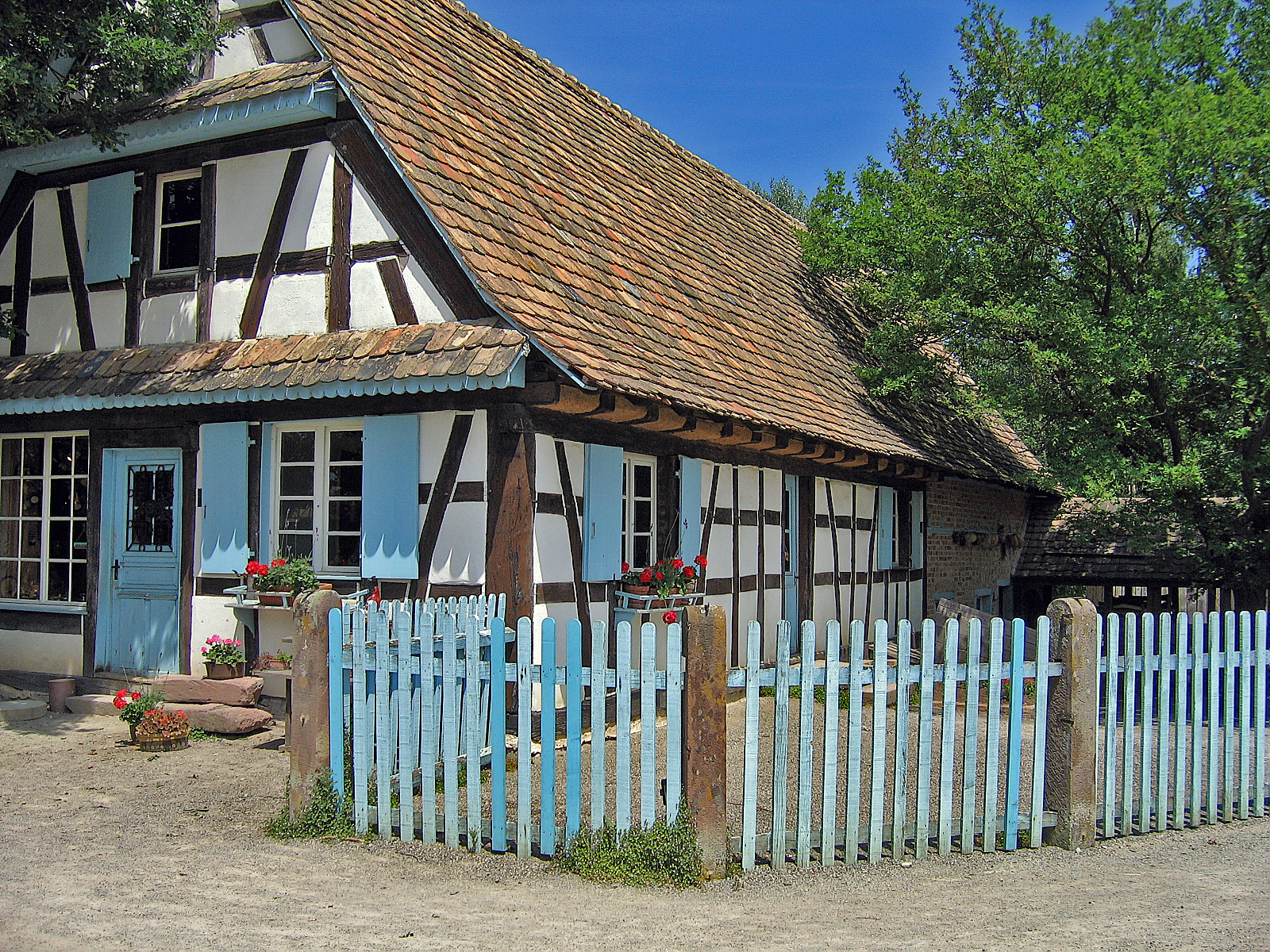
Une maison alsacienne à l'Écomusée d'Alsace.
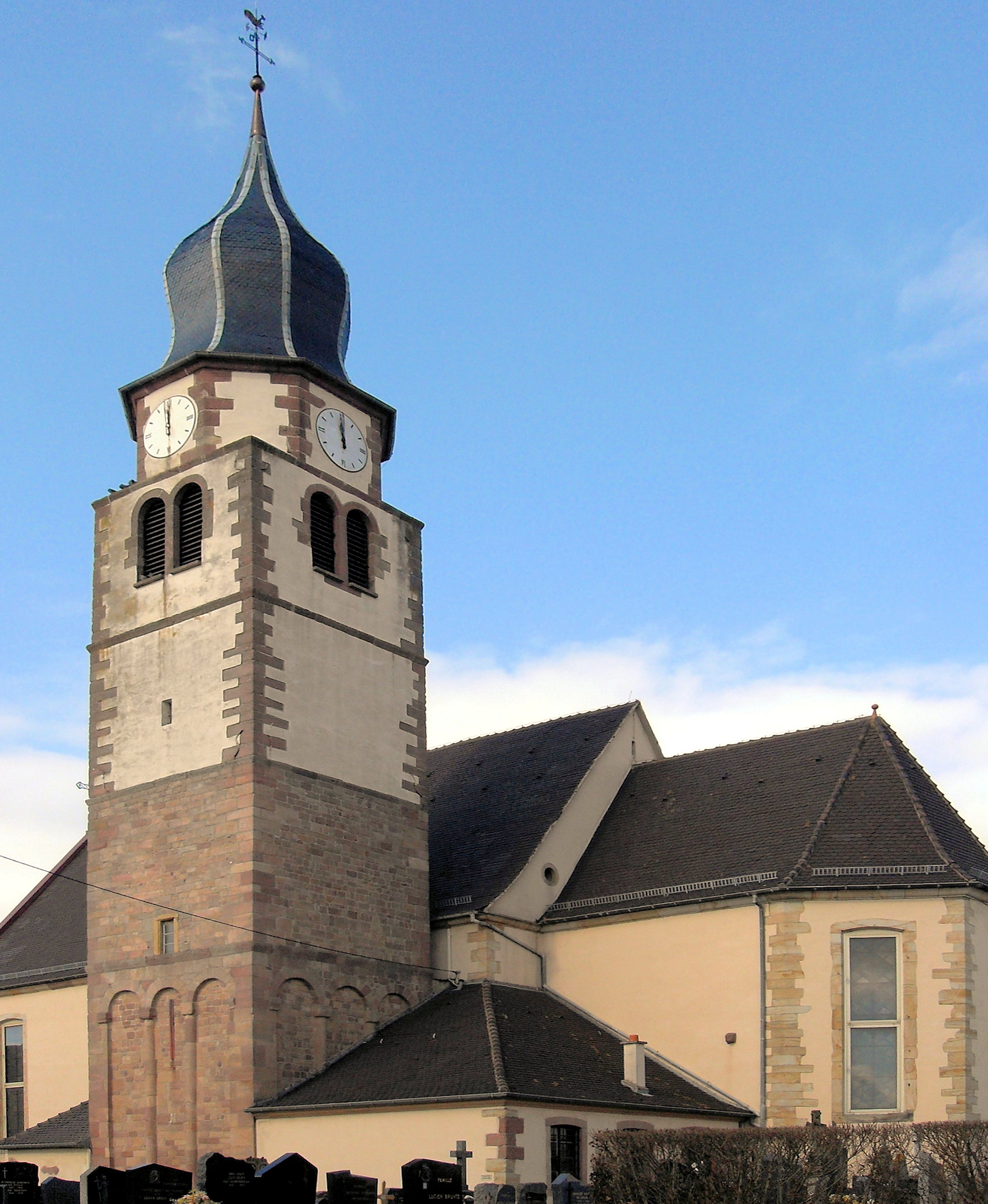
Église Saint-Michel.
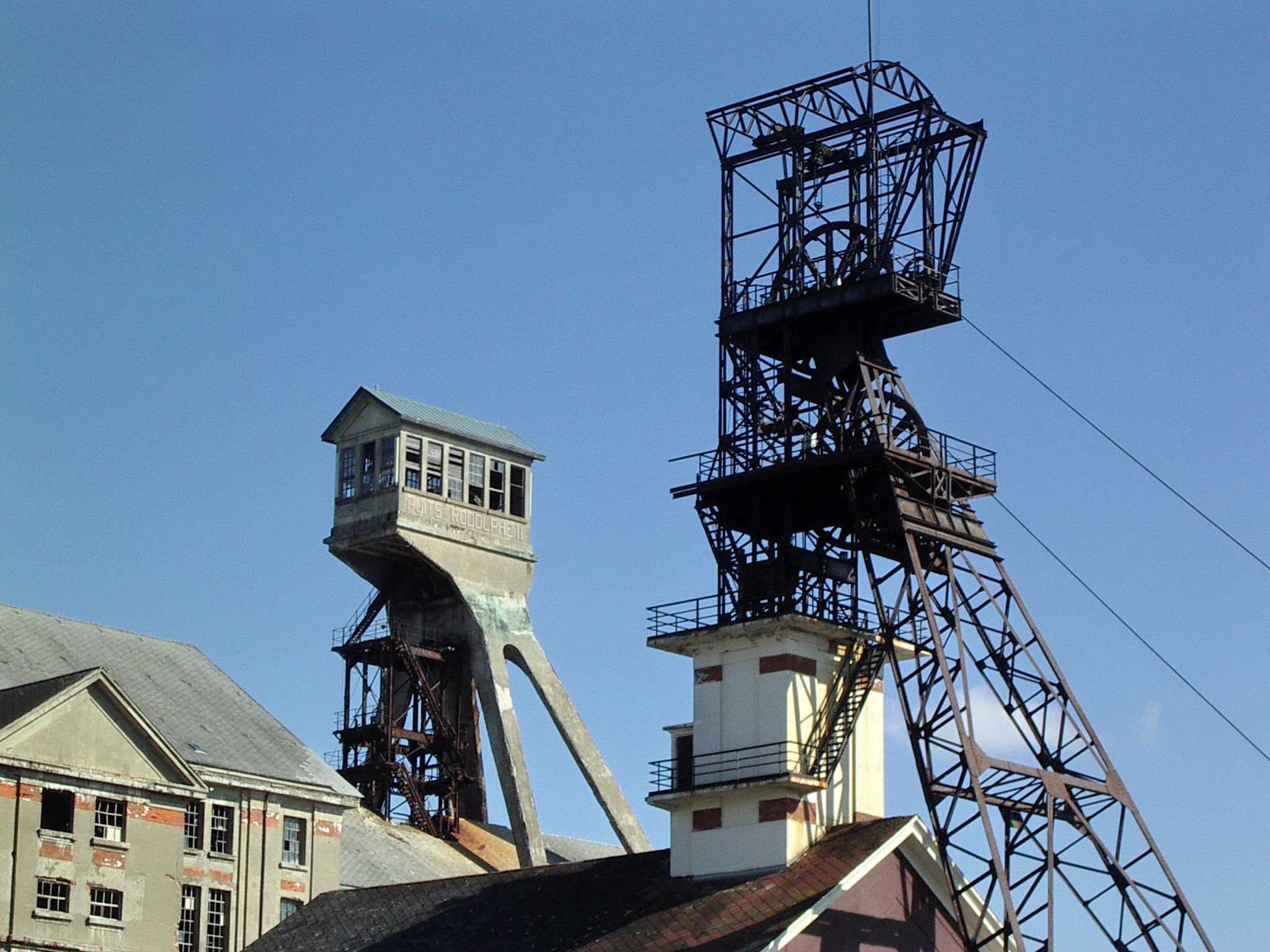
Les chevalements Rodolphe 1, en acier, et Rodolphe 2, en béton.
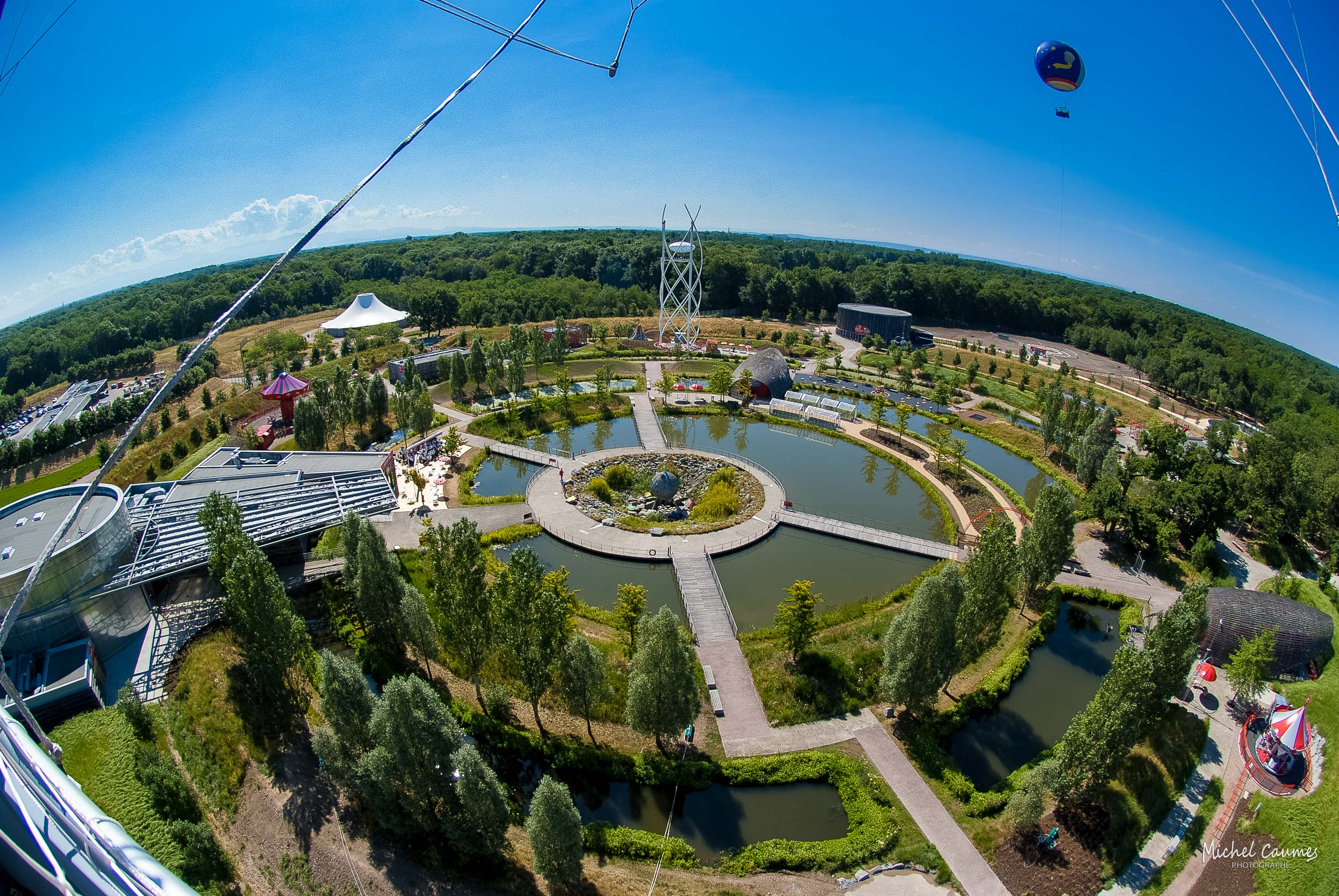
Parc du Petit Prince.

## Personnalités liées à la commune
- Marie-Monique Robin, journaliste et cinéaste ayant réalisé le documentaire Qu'est-ce qu'on attend ? (2016) traitant de l'engagement de la commune dans la transition vers l'après-pétrole[38].